# Медведь в геральдике
Медведь — естественная негеральдическая гербовая фигура.
Обычно медведь интерпретируется, как символ силы, хитрости и свирепости в защите отечества. В XVIII—XIX веках считался символом предусмотрительности.

## История
Медведь никогда не обладал символическим значением в мировой геральдике, поскольку, являясь животным регионального значения, применялся в качестве местной и территориальной эмблемы (не государственной!) исключительно в геральдической традиции славянских и германоязычных стран.
В Европе распространение медведя в качестве гербовой фигуры среди германских народов связано, возможно, с его использованием в качестве тотема. Для германской геральдики и германской территории характерно, что эмблема медведя используется только, как говорящая, сообщающая в виде рисунка наименование того или иного города.
В России эмблема медведя считалась обозначением глуши, захолустья, медвежьего угла, а не символом предусмотрительности, как его обозначали европейские геральдисты, нашедшее объективное отражение в земельных и городских гербах древнейшего этнического состава местного населения, своеобразное возрождение тотемов вытесненных или новокрещённых народов в виде местных знаков-эмблем. В прямой зависимости от этноса находится и трактовка эмблемы медведя.
Медведь с Библией на спине — символ крещёных и оттеснённых на восток языческих народов, чьим тотемом был медведь.
Имеются гербы, где медведь представлен связанным, в ошейнике и наморднике. В европейской геральдике символизирует «человека отважного в бою, готового следовать порывам своего гнева», но также «человека не воодушевлённого, материального и неспособного дать совет». К этой негативной характеристике европейские геральдисты добавляют (только в эмблемах) символику благородного свойства: «прилежание, воспитанность, полезный труд, верная любовь, оскорблённая добродетель, безудержная храбрость и свирепый человек, но смирный разумом».
Медведь изображён на гербах многих городов: Пермь, Берлин, Берн, Брюгге, Екатеринбург, Новгород, Норильск, Сыктывкар, Хабаровск, Южно-Сахалинск, Ярославль и многих других.
Из личных гербов характерно использование символа медведя в гербе папы римского Бенедикта XVI.
Княжеские и дворянские рода, имеющие в гербовом щите медведя: Беренсы, Беляевы, Гагарины, Голицыны, Гундоровы, Васьяновы, Дуловы, Каниовские, Куракины, Львовы, Деньковские, Прозоровские, Ромодановские, Сонцевы, Троекуровы, Засекины, Шаховские, Шехонские, Щетинины, Хованские, Хилковы и.др.

## Блазонирование
Изображение медведя наиболее точно и чётко определено в германской геральдике. Правильным считается профильное изображение всей фигуры медведя, стоящего на задних лапах и в повороте в право. В русской геральдике допускается медведь идущий на четырёх лапах и влево.
В геральдике, медведь как хищник, изображается с открытой пастью, где чётко видны зубы и язык. Эти детали, равно как и когти на лапах, принадлежат к вооружению медведя. Вооружения медведя могут быть золотым и красным. Иногда используется не вся фигура, а лишь поясное изображение (выходящий медведь), а также голова в анфас и лапа, как отдельно, так и что либо держащая (сердце, трофеи и.т.д). Изображённая голова медведя в гербовом щите называется — отсечённой. В большинстве случаев медведь предстают «восстающим» (стоящий на двух задних лапах, одна из которых поднята для шага), «стоящий» или «шествующий» (на четырёх лапах или с одной передней поднятой).
Традиционно бурый медведь в геральдике передаётся чёрной эмалью, как наиболее близкой к натуральному цвету и белый, если это полярный медведь (эмблема Гренландии с XVII века, входит в современный государственный и королевский герб Дании). Медведь может быть представлен в гербе одной головой (герб Страшинский) и лапой. Распространённая эмблема «восстающего» медведя — щитодержатель. Его изображение встречается и в нашлемниках (герб Равич).

## Галерея
- Медведь в российской геральдике
- Герб Люблинской губернии, в нижней зеленой части: ... идущий серебряный медведь с червлёными глазами и языком.
- Герб Перми и Пермского края
- Герб Марий Эл
- Герб Карелии
- Герб Норильска (Красноярский край)
- Герб Вольска (Саратовская область)
- Герб Малоярославца (Калужская область)
- Герб Петровского (Ярославская область)
- Герб Пошехонья (Ярославская область)
- Герб Акланска (Иркутская губерния, ныне Камчатский край)
- Герб Великого Новгорода
- Герб Туринска (Свердловская область)
- Герб Туринска времен Российской империи
- Герб Сыктывкара (Республика Коми)
- Герб Усть-Сысольска (совр. Сыктывкар) времён Российской империи
- Герб Рыбинска (Ярославская область)
- Герб Ярославля
- Герб Южно-Сахалинска
- Герб Хабаровска
- Герб Сергача (Нижегородская область)
- Герб Афанасьевского района (Кировская область)
- Герб Калевалы (Карелия)
- Герб Черняховска (Калининградская область)
- Герб Абанского района (Красноярский край)
- Герб Нязепетровского района (Челябинская область)

- Медведь в зарубежной геральдике
- Герб Сосницы (Украина)
- Герб Суботова (Украина)
- Герб русинов, и Закарпатья (Украина)
- Герб Сморгони (Белоруссия)
- Герб Ошмян времен Российской империи
- Герб Люблинской губернии времён Российской империи
- Герб Берлина (Германия)
- Герб Берна
- Герб Мадрида
- Герб Брюгге (Бельгия)
- Герб Гренландии (Дания)
- Герб рода фон Беренс
- Герб Кентшина (Польша)
- Герб Жемайтского староства (Великое кн. Литовское)
- Герб комитата Арва (Королевство Венгрия, Австро-Венгрия)